# عسيلة الوسطى (الدوادمي)
عسيلة الوسطى، هي قرية من فئة (ب) تقع في محافظة الدوادمي، والتابعة لمنطقة الرياض في السعودية. وتبعد عسيلة الوسطى عن محافظة الدوادمي بمسافة تقارب () كم.